# Avangard (vũ khí)
The Avangard (tiếng Nga: Авангард; tiếng Anh: Vanguard), trước đây có mã thử nghiệm là Objekt 4202, Yu-71 and Yu-74, là một phương tiện lượn siêu vượt âm (HGV) tốc độ đạt tới Mach 27. Nó được mang theo như một đầu đạn (MIRV) bởi tên lửa đạn đạo cỡ lớn như UR-100UTTKh R-36M2 và RS-28 Sarmat. Nó có thể mang theo đầu đạn hạt nhân hoặc đầu đạn thông thường.
Avangard là phương tiện lượn siêu vượt âm đầu tiên được chế tạo thành công trên thế giới. Nó là 1 trong 6 vũ khí chiến lược được Tổng thống Nga Vladimir Putin nhắc tới vào ngày 1/3/2018.

## Lịch sử
Ngay từ thập niên 1980, các kỹ sư Liên Xô đã chế tạo được vật liệu chịu nhiệt siêu hạng là hợp kim có biệt danh unobtainium (có gốc từ tiếng Anh un/obtain) mà các nước khác không thể đạt tới. Trên cơ sở này, Liên Xô đã bắt đầu nghiên cứu chế tạo và đến cuối thập niên 1980 đã phát triển thành công rất nhiều loại tên lửa gần đạt mức bội siêu thanh. Ví dụ như: Liên hiệp các nhà sản xuất khoa học công nghệ chế tạo máy NPO Mashinostroyenia chế tạo tên lửa P-750 Grom/Kh-80 Meteorit (Kh-80/AS-X-19 Koala) đạt vận tốc Mach 4, sau đó lại tiếp tục chế tạo loại tên lửa siêu thanh mang mật danh 4002. Còn Cục thiết kế chế tạo máy Raduga phát triển thành công tên lửa siêu thanh X-90 GELA (Kh-90/AS-X-21). Dựa trên cơ sở hệ thống tên lửa phòng không S-200, Liên Xô đã chế tạo thành công tên lửa bội siêu thanh Kholod. Năm 1991, tên lửa này đã thử nghiệm thành công đạt vận tốc Mach 5,75 (6.500 km/h), tuy nhiên Liên Xô tan rã khiến dự án đình trệ. Tuy nhiên, trên cơ sở Kholod, Nga tiếp tục phát triển dự án phương tiện lượn siêu vượt âm Yu-71, chính là tiền thân của Avangard.
Avangard (từng được gọi là Yu-71 và Yu-74) được thiết kế để vượt qua mọi hệ thống phòng thủ chống tên lửa đạn đạo đã được biết hoặc đã được lên kế hoạch của Hoa Kỳ, bao gồm MIM-104 Patriot, THAAD và Hệ thống Chiến đấu Aegis. Nguyên lý hoạt động của các hệ thống phòng thủ chống tên lửa đạn đạo hiện nay là: radar phát hiện vị trí tên lửa địch rồi truyền thông số về tốc độ, hướng bay của nó cho máy tính, sau đó máy tính có thể dựa trên các thông số để tính toán tọa độ đánh chặn (do tên lửa đạn đạo có quỹ đạo bay luôn theo hình parabol cố định). Nhưng Avangard thì khác, nó là một phương tiện lượn có thể thay đổi quỹ đạo bay liên tục (từ trái sang phải, từ leo cao tới trượt xuống), do đó các hệ thống phòng thủ chống tên lửa đạn đạo không thể tính toán được quỹ đạo bay của nó, khiến việc đánh chặn là gần như không thể.
Avangard được thử nghiệm vào khoảng giữa tháng 2/2015 tới tháng 6/2016 trên tên lửa đạn đạo liên lục địa UR-100UTTKh (NATO định danh là SS-19 Stiletto) phóng từ căn cứ không quân Dombarovsky, tỉnh Orenburg, nó đã đạt tốc độ 11,200 kilômét trên giờ (6,959 mph; 3,111 m/s) và đánh trúng mục tiêu ở bãi thử Kura, Kamchatka Krai.
Tháng 10/2016, 1 lần phóng thử khác sử dụng tên lửa đạn đạo hạng nặng R-36M2 cũng từ Dombarovsky, và đánh trúng mục tiêu ở bãi thử Kura. Đây là lần thử toàn diện thành công lần đầu tiên.
Ngày 1/3/2018, Tổng thống Nga Vladimir Putin tuyên bố Avangard đã hoàn tất thử nghiệm và bắt đầu được sản xuất hàng loạt.
Trong lần bắn thử vào 26/12/2018, từ bãi thử Dombarovsky tại miền nam Nga, Avangard đã đánh trúng mục tiêu giả định cách địa điểm phóng 6.000 km ở bãi thử Kura tại bán đảo Kamchatka. Bộ trưởng Yury Borisov công bố rằng Avangard đã đạt vận tốc gốc 27 lần tốc độ âm thanh (tương đương 33.000 km/h), khiến nó trở nên "không thể bị đánh chặn".
Ngày 27/12/2019, trung đoàn tên lửa đầu tiên trang bị Avangard đã đi vào trực chiến. Trung đoàn này được cho là triển khai ở vùng Orenburg, miền nam Nga gần giáp với Kazakhstan.

## Thiết kế
Tổ hợp lượn Avangard được thiết kế để bay với tốc độ siêu vượt âm. Ở độ cao vũ trụ (trên 100 km), nó có thể bay với vận tốc Mach 28 (xấp xỉ 9,2 km/giây). Còn khi bay trong lớp khí quyển dày đặc (độ cao dưới 10 km), do ma sát với không khí nên nó sẽ bay chậm hơn khoảng 25%, tức là vẫn đạt tới khoảng Mach 20 (xấp xỉ 6,8 km/giây).
Trong phát biểu vào năm 2018, Thứ trưởng Quốc phòng Nga Yuri Borisov cho biết khó khăn lớn nhất trong việc phát triển Avangard chính là chế tạo vây kiểm soát và hệ thống che chắn nhiệt cho đầu đạn. Việc bay trong lớp khí quyển với tốc độ cực cao sẽ tạo ra ma sát cực mạnh, nhiệt độ bề mặt của Avangard khi bay ở tốc độ siêu vượt âm có thể lên đến hơn 2.000 độ C, đủ để nung chảy cả sắt thép. Để khắc phục vấn đề này, phần vỏ ngoài của Avangard được chế tạo bằng một vật liệu tuyệt mật có thể chịu được nhiệt độ cực cao, kết hợp với lớp cách nhiệt đảm bảo an toàn cho các thiết bị bên trong. Đây là thành tựu công nghệ vật liệu mà chưa nước nào đạt được khi đó.
Tên lửa đạn đạo UR-100N UTTH sẽ mang đầu đạn Avangard bay vào quỹ đạo, dự kiến ở độ cao khoảng 100 km thì lập tức sẽ có 3-6 đầu đạn Avangard được tách ra và bay đến mục tiêu được chỉ định. Đầu đạn thông thường của tên lửa đạn đạo bay theo quỹ đạo hình parabol cố định ở độ cao cả nghìn km, nên radar đối phương có thể phát hiện từ xa và các hệ thống phòng không có thể tính toán trước quỹ đạo bay để đánh chặn. Nhưng với Avangard, nó không bay theo quỹ đạo cố định mà có thể lượn và thay đổi quỹ đạo liên tục, nên không thể tính toán trước đường bay của nó. Bên cạnh đó, Avangard bay với tốc độ gấp 27 lần vận tốc âm thanh (khoảng 9,2 km/s), với tốc độ siêu nhanh cũng khả năng cơ động không thể tính toán trước, việc đánh chặn Avangard gần như là "nhiệm vụ bất khả thi" với các công nghệ phòng không hiện tại.
Avangard có thể tấn công chính xác mục tiêu ở khoảng cách trên 10.000 km. Avangard khi mang nguyên liệu nổ hạt nhân thì có thể đạt sức công phá 2 megatons (2 triệu tấn) thuốc nổ TNT. (Để so sánh, quả bom nguyên tử Mỹ thả xuống thành phố Hiroshima của Nhật Bản trong Thế chiến 2 chỉ tương đương 13.000 tấn TNT). Còn trong trường hợp mang chất nổ thông thường, động năng của 1 vật thể nặng 2 tấn, lao xuống với tốc độ 7 km/giây như Avangard vẫn sẽ đạt tới 49 tỷ jun, tương đương với 10,7 tấn thuốc nổ TNT. Động năng cực lớn này thừa sức phá hủy hoàn toàn cả một tàu sân bay cỡ lớn hoặc hầu hết các công trình kiên cố chỉ với 1 đầu đạn trúng đích.
Ban đầu, Avangard được gắn vào tên lửa đạn đạo liên lục địa UR-100N phóng từ hầm ngầm trên mặt đất (silo), sau này nó sẽ được gắn vào tên lửa đạn đạo liên lục địa RS-28 Sarmat.
Trong cuộc điều trần trước Quốc hội Mỹ vào tháng 2/2019, tướng không quân Mỹ Terrence O'Shaughnessy, Tư lệnh Bộ Chỉ huy Phòng không Vũ trụ Bắc Mỹ (NORAD) cảnh báo, phương tiện lượn Avangard với tốc độ khoảng 32.000 km/h sẽ “đủ nhanh để đánh bại hệ thống phòng thủ tên lửa hiện tại và có khả năng tấn công Mỹ trong vòng 15 phút”.
Tomas Karaco, giám đốc dự án phòng thủ tên lửa tại Trung tâm Nghiên cứu Chiến lược và Quốc tế (Hoa Kỳ), nói với CNBC: "Những loại tên lửa có cánh siêu tốc này đang tấn công những khoảng trống trong hệ thống phòng thủ tên lửa của chúng tôi (Mỹ). Thật không may, chúng tôi đã chủ quan để Nga đi quá xa". Trong một báo cáo hôm 18/12/2019, Bộ Quốc phòng Hoa Kỳ công nhận rằng nước này chưa thể đánh chặn các vũ khí siêu vượt âm mà Nga đang sở hữu: "Nga đang tập trung phát triển vũ khí siêu vượt âm. Có một thực tế là tốc độ, tầm bắn và khả năng cơ động cực cao của loại vũ khí này cho phép đánh bại hầu hết các hệ thống phòng thủ tên lửa".
Năm 2018, Tổng thống Putin khẳng định Nga là nước đầu tiên trên thế giới phát triển thành công đầu đạn lượn siêu vượt âm. Các tên lửa mang đầu đạn Avangard có thể tấn công hầu như tất cả các mục tiêu trên thế giới và có thể dễ dàng xuyên qua lá chắn phòng thủ tên lửa của Mỹ. Việc sản xuất hàng loạt vũ khí này cũng đã được khởi động, giúp Nga tăng cường đáng kể năng lực quân sự và đảm bảo an ninh nước này trong những thập niên tới.
Năm 2019, Bộ Quốc phòng Nga cho hay, tổng cộng 31 bệ phóng của hệ thống tên lửa Yars và Avangard sẽ đảm nhận nhiệm vụ chiến đấu, tuy nhiên số lượng cụ thể cho mỗi hệ thống không được đề cập.

## Trang bị
Nga
Lực lượng tên lửa chiến lược Nga, 2 Avangard-equipped UR-100NUTTH: 
- Sư đoàn tên lửa Cờ đỏ số 13 tại Yasny, Orenburg